# Sarcolaena codonochlamys
Sarcolaena codonochlamys är en tvåhjärtbladig växtart som beskrevs av John Gilbert Baker. Sarcolaena codonochlamys ingår i släktet Sarcolaena och familjen Sarcolaenaceae. Inga underarter finns listade i Catalogue of Life.